# Academia de Ciencias Sociales y Humanidades de Castilla-La Mancha
La Academia de Ciencias Sociales y Humanidades de Castilla-La Mancha es una academia de la comunidad autónoma española de Castilla-La Mancha.

## Historia
Fue fundada en 2022. Su primer pleno tuvo lugar en noviembre de dicho año, bajo la presidencia de Luis Arroyo Zapatero. En 2024 comenzó a publicar el Diccionario biográfico de Castilla-La Mancha, un diccionario biográfico en línea de personas vinculadas a la comunidad autónoma.